# Marolles-lès-Saint-Calais
Marolles-lès-Saint-Calais é uma comuna francesa na região administrativa do País do Loire, no departamento de Sarthe. Estende-se por uma área de 12.1 km². Em 2010 a comuna tinha 281 habitantes (densidade: 23,2 hab./km²).